# La Démocratie Internet. Promesses et Limites
 (août 2018).
Si vous disposez d'ouvrages ou d'articles de référence ou si vous connaissez des sites web de qualité traitant du thème abordé ici, merci de compléter l'article en donnant les références utiles à sa vérifiabilité et en les liant à la section « Notes et références ».
La Démocratie Internet, Promesses et limites est un essai écrit par le sociologue Dominique Cardon paru en 2010.  
Spécialiste du numérique et d’Internet, il aborde dans cet ouvrage ses deux thèmes de prédilection : l’usage des nouvelles technologies ainsi que les mutations de l’espace public. 
Son argumentation s’organise en quatre points (correspondant au nombre de chapitres) : la forme politique d’Internet due à son histoire (ce qu’il appelle le « code génétique » d’Internet), les réseaux sociaux comme démocratisation d’Internet et les formes politiques particulières qui se sont engagées sur Internet. L'auteur explique ne pas avoir eu l'espace suffisant dans l'ouvrage pour développer en profondeur chacun des points présentés.
Le livre est édité aux éditions du Seuil dans la collection « La République des idées ». 

## Thèmes principaux
Démocratie, politique, élargissement de l’espace public, conversation privée, information publique, logiciel libre, contre-culture, démocratisation, auto-organisation, autorégulation, gouvernance horizontale, individus, visibilité, périmètre de la publicité, présomption d’égalité, libéralisation de la parole, exposition de soi, citoyens, subjectivités, diversité expressive, innovations collectives, , etc.

## Thèse de l'auteur
Selon Dominique Cardon, Internet étant le résultat de multiples inventions, il est inclassable. Il est un lieu d’innovation mêlant conversation privée et information publique. Un lieu où coexistent plusieurs niveaux de visibilité. 
Synthèse des médias de masse, il cherche à dépasser la séparation entre représentants et représentés. Il vient approfondir et complexifier le débat démocratique en permettant la prise de pouvoir des internautes, abstraction faite de leur statut social ou de leur niveau d’études. 
Il met en place une forme de gouvernance horizontale où chacun a droit à la parole dans l’espace public. Il n’est donc pas régulé par l’État et laisse la priorité à l’individu. 

## Organisation de l'ouvrage
- Introduction : Internet, une révolution démocratique
- Chapitre premier : L''Esprit d'Internet

1. L'Intelligence à la périphérie
2. La Liberté du logiciel
3. La Transformation sociale est personnelle
4. Vers la massification
5. Le Tournant réaliste d'Internet
6. Libertaire / Libéral

- Chapitre II : L'Élargissement de l'espace public

1. Du profane à l'amateur
2. Publier d'abord, filtrer ensuite
3. La Libération des subjectivité
4. Quatre formes de prise de parole
5. La Construction de l’espace public
6. Le Web participatif
7. Le Web en « clair-obscur »
8. Haute et Basse Visibilité

- Chapitre III : Le Web en clair-obscur

1. Le Web 2.0 : exposition de soi et conversation
2. Du blog intimiste à Facebook
3. Se montrer pour faire lien
4. La Communication privée en public
5. La fin de la vie privée ?
6. Une logique opportuniste
7. Le « public par le bas »
8. Informer « authentiquement »

- Chapitre IV : La Forme politique d'Internet

1. La Présupposition d'égalité
2. La Force des coopérations faibles
3. De la démocratie participative à la démocratie coopérative
4. Les Vertus de l’auto-organisation
5. Agrégats et Consensus
6. La Vie politique sur Internet
7. La Politique des algorithmes

- Conclusion : Les Publics émancipés

## Résumé par chapitre

### Chapitre 1: l'esprit internet
Cardon cherche ici à communiquer l’esprit internet qui régnait à sa naissance tout en observant ce qu’il en reste aujourd’hui. 
Ainsi, ce chapitre vise à démontrer que la forme politique d’Internet est inscrite dans ce que Cardon appelle le « code génétique ». C’est-à-dire que l’on doit sa forme originale à son histoire, soit le résultat de la rencontre entre la contre-culture américaine des années 1960 et l’esprit méritocratique inspiré par les chercheurs. 
Dominique Cardon se pose ici la question suivante : les valeurs des pionniers d’Internet sont-elles menées à mal par la massification des usages ?
Dans ces valeurs (ou « code déontologique »), nous comptons l’autonomie, la liberté de parole, la gratuité, le consensus et la tolérance. L’Internet, qui n’est pas régulé par l’État, est autonome et offre aux internautes un pouvoir de prise de parole considérable et non discriminant. En plus d’être gratuit, il est un lieu où règne consensus et tolérance entre usagers. 
La priorité est à l’individu, auquel Internet offre pouvoir d’innover et de diffuser l’innovation. Chaque utilisateur étant sur un pied d’égalité (Cardon parle de « gouvernance horizontale »). La diffusion permet le partage de l’innovation et sa consultation par d’autres (« culture de l’échange »). 
Le logiciel libre est un parfait exemple de cette structure ouverte et de la coopération entre égaux puisqu’il consiste en une « innovation collective ». Tout un chacun peut fabriquer, perfectionner ou apporter une extension à un logiciel (« affaiblissement de la coupure entre concepteur et usager ») . Ce qui lui confère une qualité singulière, étant le fruit de « l’intelligence collective ». 
Mais certaines limites à cet esprit idéalistes sont soulignées par l’auteur. Le fait que l’on apporte pas la même légitimité selon l’auteur d’une contribution. Il existe une « loi de puissance » entre eux, en fonction de leur activité, de leur apport et par extension aussi de leur réputation. Tout le monde n’est donc pas au même niveau. Il en va de même pour la protection de l’identité de l’internaute, qui était une priorité à la naissance d’Internet. Une séparation était opérée entre le monde réel et le cyberespace (par le bais de pseudos, d’avatars et de sites neutres). A l’heure de la massification des usages (blogs, réseaux sociaux) cette frontière est devenue de plus en plus floue pour finir par quasiment disparaître. 
Aussi, Cardon évoque « la revanche de la géographie » qui consiste dans le fait pour des individus, de se retrouver et de tisser des liens sur la Toile alors même qu’ils vivent à proximité, ont reçu le même niveau d’éducation, ont souvent le même statut social et les mêmes goûts. Alors,  la « fiction communautaire » de l’Internet n’est plus. Les mondes en ligne sont réalistes et reproduisent les « segmentations du monde réel ».

### Chapitre 2: l'élargissement de l'espace public
Les notions de ce chapitre sont la publicité et la visibilité au sein de l’espace public qu’est le web. 
Cardon compare successivement la prise de parole dans la presse et sur Internet. Il évoque du côté de la presse une volonté de domestication des preneurs de paroles par un contrôle éditorial a priori des publications avant leur mise en visibilité (cf. Loi de 1881 sur la liberté de la presse). 
Mais quant à lui, Internet possède des procédés autres comme la publication ouverte qui permet à n’importe qui de publier le contenu qu’il souhaite sans qu’aucune modération ne soit effectuée (il cite l’exemple d’Indymedia). Sur Internet on trouve donc un nouveau genre de publications : « publier d’abord, filtrer ensuite ». 
Plus que la presse encore, Internet est qualifié par Cardon d’ « espace de parole démocratique » puisqu’il accueille et encourage l’expression des subjectivités, aussi diverses soient-elles. L’auteur compte quatre formes de prise de parole dans cet environnement numérique : sphère publique restreinte, web participatif, espace public, web en clair-obscur. Et dénombre deux types d’acteurs : celui qui parle (professionnel ou amateur) et celui dont on parle (personnalité ou quidam).
Respectant la primauté de l’individu, Internet protège ces acteurs : celui qui parle doit être protégé par le droit à la liberté d’expression et celui dont on parle par le droit au respect de la vie privée. Mais en se mettant en scène et en exposant leur « extimité » (expression employée par l’auteur pour désigner la part d’intimité dévoilée sur la Toile, un extérieur), l’internaute qui s’expose au grand jour demande à n’être vus que par certains (« paradoxe de la privacy »). 
Mais cette libération des subjectivités est critiquée, surtout quand elle est le fruit de publications à caractère journalistique. La « blogosphère citoyenne », enrichie par les publications de « journalistes citoyens », autrement dit des amateurs, serait responsable d’une dégradation du débat public et de la culture en général. Les spécialistes habilités dont les publications sont modérées, cohabitent avec ces amateurs à la parole libérée et non-censurée a priori. 

### Chapitre 3: le web en clair-obscur
Dans ce chapitre, Dominique Cardon défend un argument central de sa vision : les réseaux sociaux sont l’un des facteurs de la démocratisation d’Internet. 
Internet qu’il définit comme la production de l’information et sa réception dans les conversations ordinaires. Il s’agit ici d’un espace en clair-obscur. 
Il note l’accroissement du nombre et de l’usage des réseaux sociaux, où l’activité dominante est le bavardage. On s’expose tout en conversant entre proches par le biais de commentaires, de chat, de messagerie instantanée, etc. 
D’ailleurs, Cardon remarque justement l’évolution de l’exposition de soi et du public visé. L’usage des réseaux a glissé du blog intimiste romancé adressé à un public d’inconnus, sorte de journal intime ouvert, à des publications s’adressant à un public de proches, une liste d’amis correspondant aux relations entretenues dans la vie réelle. Le réseau devient un monde réel bis (un « espace familier »), puisqu’on y trouve les mêmes rapports et une obligation de réalisme, le public ne pouvant être « dupé » aisément. 
Mais le réalisme n’est pas total puisque l’auteur rappelle que l’internaute choisit malgré tout ce qu’il souhaite exposer ou non. La finalité recherchée étant toujours une reconnaissance de la part de ses pairs, proches ou inconnus (« course aux amis »). L’individu se met en scène et satisfait la curiosité de tous en affichant certaines communications privées en public (faux apartés, private jokes… , etc.). C’est la construction de l’identité numérique qui se joue dans la reconnaissance du plus grand nombre. 
Sur la Toile on oscille entre petites (privées) et grandes conversations (à plusieurs, débats en commentaires par exemple). Ainsi, Internet permet aussi d’enrichir la discussion politique des citoyens en mettant à leur disposition des informations et en laissant libre cours à leur subjectivité. En élargissant ce que Cardon appelle le « montrable », Internet créé des micro-espaces de débats tout en libéralisant la parole journalistique subjective et permettant un journalisme d’investigation (cf. Wikileaks).

### Chapitre 4: la forme politique d'internet
Les sujets centraux de ce chapitre sont les suivantes : l’auto-organisation, les formes de régulation en réseau et le militantisme sur Internet. 
Selon l’auteur, Internet relève de l’auto-organisation et de l’auto-gouvernance. La gouvernance est horizontale, décentralisée : c’est un idéal d’égalité. Le contrôle et la critique mutuels permettent d’éviter la nécessité d’une autorité centrale. 
Le principe qui préside est celui du partage : le partage de son savoir et la propriété commune des biens numériques. Chacun met en œuvre ses compétences personnelles au service de l’intérêt public, en diffusant sur la Toile son savoir (comme le fait le wikipédien, souligne Cardon). D’ailleurs, nombreuses sont les vertus de l’auto-organisation – dont Wikipédia est l’exemple par excellence – fiabilité des articles, surveillance participative, espace de discussion critique, recherche d’un accord, contrôle local entre rédacteurs, consensus, compromis entre acteurs hétérogènes.
Depuis quelques années, Cardon observe un phénomène de « libération des données publiques » (recherche de la transparence). Les internautes souhaitent avoir à leur disposition les données relevant des institutions et personnages politiques. A cela s’ajoute le désir des politiques de « se glisser dans les réseaux sociaux pour étendre la discussion partisane aux conversations ordinaires ». Cette stratégie a pour but de renforcer le sentiment d’appartenance à un parti (débats en réseau, sites de campagne comme par exemple mybarackobama.com , etc.) tout en prouvant leur sincérité et leur authenticité (individualisation de l’expression des acteurs politiques par les blogs d’hommes et de femmes politiques). 
Enfin, Cardon évoque brièvement une autre forme de politique sur Internet : la politique des algorithmes. 

## Critiques notables
Selon Le Monde Dominique Cardon tente à travers ce livre d'établir les principes fondamentaux de ce qu'il appelle la « démocratie Internet ». La force des liens faibles rend possible la coalition des intérêts de ces liens pour faire émerger des causes via le partage de l'information. Une sorte de « médiactivisme » qui peut se voir nuancer par un livre sur l'histoire de cette notion que Dominique Cardon signe avec son collègue Fabien Granjon. Selon Le Monde, l'auteur tend a montrer en quoi le développement d'Internet est analysé comme le long processus d'activisme médiatique. Il s'agit d'une contestation des médias principaux, qui peut prendre la forme de mouvements sociaux à l'initiative d'individus isolés dans le but de construire leur propre média. Cette perspective critique rend possible l'imaginaire d'une nouvelle façon de raconter le monde numérique.
Selon L'Obs Dominique Cardon propose une interprétation différente concernant la vitalité démocratique de l'ensemble de la société sur Internet. En effet, il s'agirait de faire vivre les communautés à travers les réseaux. Le but est l'émancipation de tous, à travers un programme teinté de libertarisme. Dans l'objectif final de changer la société mais sans prendre le pouvoir. L'Obs voit en l'analyse de l'auteur « une difficile conversion de la vie démocratique sur le web, en une vie démocratique institutionnelle. »

## Distinctions
- La Démocratie Internet a reçu en 2011 le prix des Assises du journalisme dans la catégorie « Chercheurs »[réf. nécessaire].